# 莫德爾河

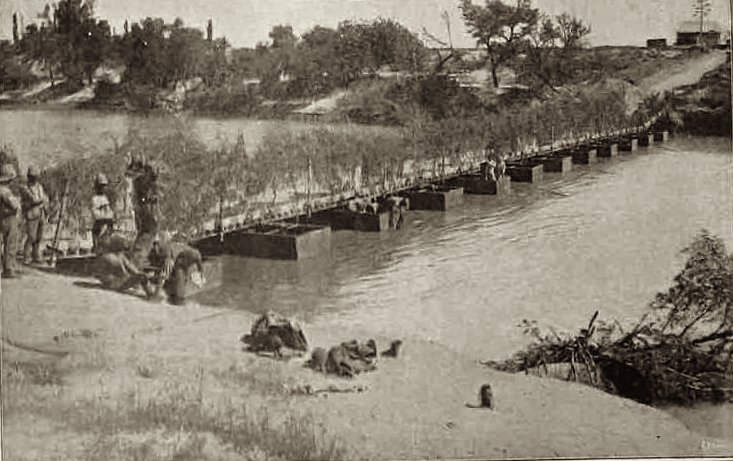
1899年英军在莫德尔河上建的浮桥

莫德爾河（Modder River）是位於南非的河流，它成為北開普省和自由邦省接壤邊境的一部分。在1899年至1902年第二次波耳戰爭期間，英國軍隊把受污染的莫德爾河河水用作飲用水，結果在兵營中爆發傷寒，奪去多名士兵性命。